# Burleigh Castle

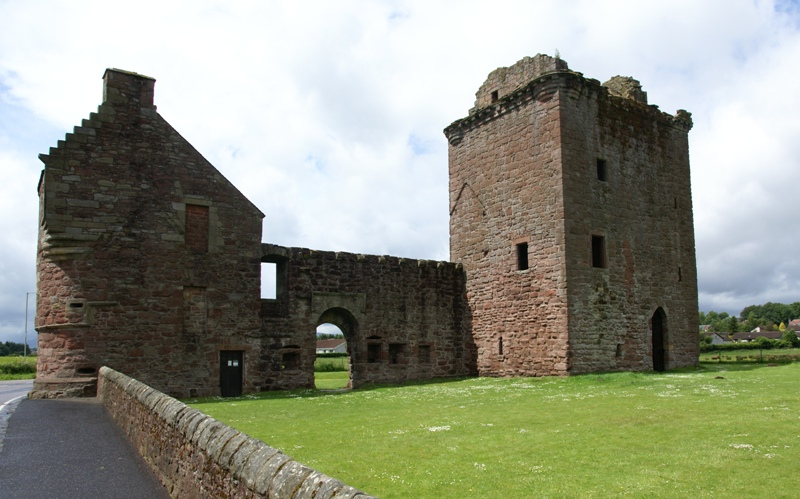
De overblijfselen van Burleigh Castle gezien vanaf de vroegere binnenplaats.

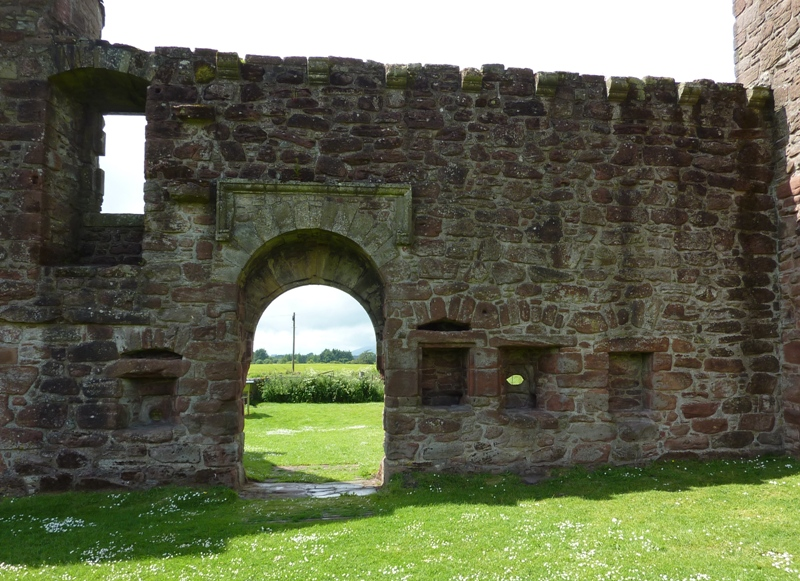
De poort gezien vanaf de vroegere binnenplaats. In de nissen rechts van de poort lag de grendelbalk waarmee de poort kon worden geblokkeerd.

Burleigh Castle is een vijftiende-eeuws kasteel, 2,4 kilometer ten noorden van Kinross gelegen en 0,8 kilometer ten oosten van Milnathort in de Schotse regio Perth and Kinross. Anno 2010 bestaat de kasteelruïne uit een donjon, de westelijke muur van de binnenplaats en de zuidwestelijke hoektoren.

## Geschiedenis
De landerijen van Burleigh Castle werden in 1445-1446 door Jacobus II geschonken aan Sir John Balfour van Balgarvie. Burleigh Castle werd gebouwd door de familie Balfour van Burleigh in 1446.
In de zestiende eeuw was het kasteel in handen van James Balfour van Pittendreich. Hij was in 1546 betrokken bij de moord op kardinaal David Beaton in St Andrews Castle. James Balfour werd gevangengenomen toen de regeringstroepen St Andrews Castle veroverden op de protestanten en moest twee jaar doorbrengen als galeislaaf van de Fransen, net als John Knox. Toen hij vrijkwam steunde hij de zaak van de katholieke Mary, Queen of Scots, totdat hij ging spioneren voor de protestante factie en Mary's militaire plannen verraadde. Hij werd Lord President van de Court of Session (de civiele rechtbank) en nam in 1581 deel aan de veroordeling van James Douglas, vierde graaf van Morton, voor diens deel aan de moord in 1567 op Henry Stuart Darnley, de tweede man van Mary. James Balfour stierf in 1583.
In 1707 werd Robert Balfour, Master of Burleigh, verliefd op een jong dienstmeisje en werd naar het buitenland gestuurd om haar te vergeten. Toen hij vertrok, zwoer hij dat als zij zou trouwen, hij zou terugkomen om haar man te vermoorden. Zij trouwde met Henry Stenhouse, de onderwijzer van Inverkeithing. Robert Balfour kwam terug en vermoordde hem. Hij vluchtte, maar kon worden gevangengenomen. Hij werd veroordeeld om met een bijl ter dood gebracht te worden. Hij wist echter te vluchten door van kleding te ruilen met zijn zus. Hij vluchtte naar het Europese vasteland. In 1715 vocht hij aan de zijde van de Jacobieten mee in de Jacobitische opstand. Zijn eigendommen werden daarom in beslag genomen door de kroon. Hij stierf ongehuwd in 1757.
De titel Balfour van Burleigh is in handen van de familie Bruce van Kennet uit Clackmannanshire. Het land werd eigendom van de familie Irwin en later van Graham van Kinross.

## Bouw
De ruïne van Burleigh Castle bestaat uit twee torens met daartussen de westelijke kasteelmuur. De toren aan de noordzijde van deze muur, oorspronkelijk de noordwestelijke hoektoren, is een vijftiende-eeuwse donjon van vier verdiepingen. Boven op de toren bevond zich een borstwering.
Aan de zuidzijde staat een hoektoren uit 1582, die naast het jaartal ook de initialen van Sir James Balfour of Pittendreich en zijn vrouw Margaret Balfour (S.I.B. en M.B.) draagt op de basis van de gevel. De onderste etages van deze hoektoren hebben een ronde plattegrond, terwijl de bovenste etage een vierkante plattegrond heeft. In het midden van de westelijke muur bevindt zich de toegangspoort tot het kasteel. De constructie waarmee de poort op slot werd gemaakt valt nog te herleiden uit de bouw. De muren zijn voorzien van schietgaten.

## Beheer
Burleigh Castle wordt beheerd door Historic Environment Scotland.